# Batmane (província)
Batmane (em turco: Batman; em curdo: Elih) é uma província (il) do sudeste da Turquia, situada na região (bölge) do Sudeste da Anatólia (em turco: Güneydoğu Anadolu Bölgesi), com capital na cidade homónima. Tem 4 694 km² de área e em 2020 tinha 620 278 habitantes, a maioria deles de etnia curda.
A província é importante devido às suas reservas de petróleo. As refinarias foram estabelecidas na região em 1955, existindo um oleoduto de 500 km que liga Batmane a İskenderun. O algodão é o principal produto agrícola da região.